# Frauenbibliothek
Eine Frauenbibliothek, auch Genderbibliothek, Lesbenbibliothek, ist eine Spezialbibliothek, die Werke und Dokumente von und über Frauen systematisch sammelt. Manche dieser Bibliotheken sind Frauen vorbehalten, andere sind für alle an Frauenthemen Interessierte zugänglich. Wichtige Sachgebiete des Buchbestands in Frauenbibliotheken sind Literatur von Frauen, Frauengeschichte, Frauenpolitik, Frauenrechte, lesbische Lebensweise, feministische Theorie und Praxis.

## Geschichte
Frauen- oder Damenbibliotheken gibt es seit Jahrhunderten, zum Beispiel in den Frauenklöstern der Neuzeit.
In der ersten Frauenbewegung Mitte des 19. Jahrhunderts gründeten Aktivistinnen in Deutschland Frauenbibliotheken mit dem Ziel, zu sammeln, „was Deutschland und das Ausland an bedeutenden Leistungen auf dem Gebiet der Frauenfrage hervorgebracht haben“ (Maria Lischnewska, 1895). Die bisher größte Frauenbibliothek, die in der ersten Frauenbewegung entstand, ist die 1926 gegründete Women’s Library in London. Sie hält mehr als 60.000 Schriften bereit, welche Frauengeschichte seit dem 17. Jahrhundert dokumentieren, darunter die erste Ausgabe von Mary Wollstonecrafts A vindication of the rights of woman (dt.: Verteidigung der Rechte der Frau) von 1792.
In den 1970er Jahren wurden Frauenbibliotheken unter feministischen Gesichtspunkten als Selbsthilfeprojekte der zweiten Frauenbewegung gegründet. Meist sind Vereine Träger der Frauenbibliotheken, die Arbeit wird oft ehrenamtlich geleistet, manchmal stellen Gemeinden oder das Arbeitsamt Fördermittel zur Verfügung. Es gibt auch Frauenbibliotheken, die dem ASta angegliedert sind. Schweizer Frauenbibliotheken und -archive werden meist privat oder durch einen Trägerverein finanziert.
Neben den Frauenbibliotheken gibt es auch Frauenarchive, die inhaltlich spezialisiert sind, zum Beispiel Musikerinnenarchive.
Die Mitarbeiterinnen der deutschsprachigen Frauen- und Lesbenbibliotheken und -archive treffen sich regelmäßig zum Erfahrungsaustausch. Ihre Dachorganisation ist der Dachverband deutschsprachiger Frauen/Lesbenarchive, -bibliotheken und -dokumentationsstellen i.d.a.
In Österreich sind Frauenbibliotheken bei Frida, dem Verein zur Förderung und Vernetzung frauenspezifischer Informations- und Dokumentationseinrichtungen in Österreich, vernetzt.

## Einrichtungen

### Deutschland
- Frauenbibliothek Avalon
- Alice-Salomon-Archiv (Berlin)
- Frauenbibliothek der TU Braunschweig (Braunschweig)
- Stiftung Archiv der deutschen Frauenbewegung (Kassel)
- ausZeiten Frauenarchiv
- Bildungszentrum und Archiv zur Frauengeschichte Baden-Württembergs
- Feministisches Archiv Marburg
- Frauenarchiv Dortmund
- Frauenbibliothek Mainz
- Frauengenderbibliothek Saar (Saarbrücken)
- Frauenkulturarchiv Düsseldorf
- FrauenMediaTurm, Köln
- Frauenstadtarchiv Dresden
- Hamburger Frauenbibliothek
- GrauZone, Archiv der ostdeutschen Frauenbewegung
- Helene-Lange-Archiv
- Lara-Lesbenarchiv
- Lesbenarchiv Frankfurt (LLL)
- Louise-Otto-Peters-Archiv
- Frauenbibliothek MONAliesA (Leipzig)
- Spinnboden (Berlin)
- Terre-des-Femmes-Archiv (Berlin)
- Frauenbibliothek LIESELLE (Ruhr-Universität Bochum)
- Lila Archiv (Meiningen)

### Österreich
- Bibliothek der Frauensolidarität
- FRIDA
- Stichwort Archiv der Frauen- und Lesbenbewegung

### Schweiz
- Literaturhaus & Bibliothek Wyborada
- schema f
- ThurgauerFrauenArchiv
- frauen bibliothek basel
- Gosteli-Stiftung, Archiv zur Geschichte der schweizerischen Frauenbewegung
- Frauenkulturarchiv Graubünden
- Archiv für Frauen- und Geschlechtergeschichte Ostschweiz
- Associazione Archivi Riuniti delle Donne Ticino

### Luxemburg
- Cid-Femmes

### Italien
- Frauenarchiv Bozen